# Hors catégorie
Une ascension (col, côte…) hors catégorie (en abrégé HC) est, en français (qualificatif repris tel quel dans certaines langues étrangères), une ascension cycliste considérée comme extrêmement difficile par sa longueur et sa pente. Cette expression est utilisée dans les courses cyclistes, notamment le Tour de France où les ascensions sont classées en catégories correspondant à leur niveau de difficulté estimé. Quatre classes ont longtemps suffit pour catégoriser les ascensions, du plus dur (1re catégorie) au plus facile (4e catégorie).
La création de la classe « hors catégorie » est née de la volonté des organisateurs de distinguer les cols de première catégorie les plus difficiles et prestigieux en leur attribuant une notation particulière au sein du barème du Grand Prix de la montagne du Tour de France. Depuis la fin de la décennie 2000, le terme est également utilisé par l'Union cycliste internationale pour qualifier certaines des courses appartenant aux circuits continentaux de cyclisme : ces compétitions sont des courses par étapes ou des courses d'un jour les plus réputées pour leur difficulté.

## Tour de France
La classe « hors catégorie » est apparue en 1979. En « hors catégorie » sont désormais classés les cols et ascensions les plus difficiles de l'ancienne première catégorie. Certaines ascensions empruntées pour la première fois après 1979 comme Hautacam ou le col de la Loze n'ont jamais été classées en première catégorie, à la différence des cols historiques qui ont fait la légende du Tour comme le Tourmalet, l'Izoard ou le Galibier.
Les ascensions suivantes empruntées par le Tour de France ont été labellisées « hors catégorie » au moins une fois.
| Col ou côte                | Altitude (m.) | Nombre d'ascensions depuis 1947 | Nombre de classifications HC | Première année classé HC | Plus récent passage | Massif         |
| -------------------------- | ------------- | ------------------------------- | ---------------------------- | ------------------------ | ------------------- | -------------- |
| Col Agnel                  | 2744          | +02,                            | 2                            | 2008                     | 2011                | Alpes          |
| L'Alpe d'Huez              | 1860          | +31,                            | 27                           | 1979                     | 2022                | Alpes          |
| Andorre Arcalis            | 2240          | +03,                            | 3                            | 1997                     | 2016                | Pyrénées       |
| Col d'Aubisque             | 1709          | +49,                            | 15                           | 1980                     | 2022                | Pyrénées       |
| Port de Balès              | 1755          | +06,                            | 6                            | 2007                     | 2020                | Pyrénées       |
| Plateau de Beille          | 1780          | +06,                            | 6                            | 1998                     | 2024                | Pyrénées       |
| Col de la Biche            | 1325          | +01,                            | 1                            | 2017                     | 2017                | Jura           |
| Montée de Bisanne          | 1723          | +02,                            | 2                            | 2016                     | 2018                | Alpes          |
| Cime de la Bonette         | 2802          | 5                               | 3                            | 1993                     | 2024                | Alpes          |
| Chamrousse                 | 1730          | +02,                            | 2                            | 2001                     | 2014                | Alpes          |
| Mont du Chat               | 1504          | +02,                            | 1                            | 2017                     | 2017                | Jura           |
| Col de la Croix-de-Fer     | 2067          | +21,                            | 13                           | 1989                     | 2022                | Alpes          |
| Finhaut-Émosson            | 1960          | +01,                            | 1                            | 2016                     | 2016                | Alpes          |
| Col du Galibier            | 2642          | +34,                            | 20                           | 1979                     | 2024                | Alpes          |
| Col du Glandon             | 1924          | +13,                            | 4                            | 1981                     | 2025                | Alpes          |
| Plateau des Glières        | 1390          | +02,                            | 2                            | 2018                     | 2020                | Alpes          |
| Col du Grand Colombier     | 1501          | +04,                            | 4                            | 2012                     | 2020                | Jura           |
| Col du Grand-Saint-Bernard | 2469          | +05,                            | 1                            | 2009                     | 2009                | Alpes          |
| Col de Granon              | 2413          | +01,                            | 1                            | 1986                     | 2022                | Alpes          |
| Hautacam                   | 1560          | +05,                            | 5                            | 1994                     | 2025                | Pyrénées       |
| Col de l'Iseran            | 2770          | +05,                            | 2                            | 1992                     | 2019                | Alpes          |
| Col d'Izoard               | 2360          | +26,                            | 9                            | 1986                     | 2019                | Alpes          |
| Col de Joux Plane          | 1691          | +13,                            | 8                            | 1981                     | 2023                | Alpes          |
| La Plagne                  | 1980          | +04,                            | 4                            | 1984                     | 2025                | Alpes          |
| Port de Larrau             | 1573          | +02,                            | 2                            | 1996                     | 2007                | Pyrénées       |
| La Ruchère en Chartreuse   | 1160          | +01,                            | 1                            | 1984                     | 1984                | Alpes          |
| Col de la Lombarde         | 2351          | +02,                            | 2                            | 1993                     | 2024                | Alpes          |
| Col de la Loze             | 2304          | +02,                            | 2                            | 2020                     | 2025                | Alpes          |
| Luz-Ardiden                | 1715          | +09,                            | 9                            | 1985                     | 2021                | Pyrénées       |
| Col de la Madeleine        | 1993          | +27,                            | 19                           | 1980                     | 2025                | Alpes          |
| Col du Mont-Cenis          | 2083          | +05,                            | 1                            | 1999                     | 1999                | Alpes          |
| Port de Pailhères          | 2001          | +05,                            | 4                            | 2005                     | 2013                | Pyrénées       |
| Pla d'Adet                 | 1669          | +10,                            | 5                            | 1981                     | 2024                | Pyrénées       |
| Col de Portet              | 2215          | +02,                            | 2                            | 2018                     | 2021                | Pyrénées       |
| Col du Pré                 | 1703          | +02,                            | 2                            | 2018                     | 2025                | Alpes          |
| Puy de Dôme                | 1415          | +14,                            | 3                            | 1983                     | 2023                | Massif Central |
| Semnoz                     | 1655          | +02,                            | 1                            | 2013                     | 2013                | Alpes          |
| Col du Soudet              | 1540          | +08,                            | 4                            | 1987                     | 2023                | Pyrénées       |
| Col du Soulor              | 1474          | +19,                            | 1                            | 1982                     | 2019                | Pyrénées       |
| Superbagnères              | 1770          | +06,                            | 1                            | 1986                     | 2025                | Pyrénées       |
| Col du Tourmalet           | 2115          | +60,                            | 27                           | 1980                     | 2025                | Pyrénées       |
| Val Thorens                | 2275          | +02,                            | 2                            | 1994                     | 2019                | Alpes          |
| Col de Vars                | 2109          | +22,                            | 1                            | 2024                     | 2024                | Alpes          |
| Mont Ventoux               | 1912          | +18,                            | 7                            | 1987                     | 2025                | Alpes          |

## Tour d'Espagne
(novembre 2020).
Le Tour d'Espagne a un équivalent au Hors Catégorie dans ses montées : la catégorie Especial (spéciale), abrégée ESP. Elle a été créée en 1986.
| Col ou côte           | Altitude (m.) | Nombre d'ascensions depuis 1979 | Nombre de classifications ESP | Première année classé ESP | Plus récent passage |
| --------------------- | ------------- | ------------------------------- | ----------------------------- | ------------------------- | ------------------- |
| Alto de Aitana        | 1510          | 3                               | 3                             | 2001                      | 2009                |
| Alto Campoo           | 1619          | 3                               | 3                             | 1987                      | 1993                |
| Angliru               | 1570          | 6                               | 6                             | 1999                      | 2020                |
| Arcalis               | 2270          | 7                               | 5                             | 1994                      | 2007                |
| Col d'Aubisque        | 1709          | 2                               | 1                             | 2003                      | 2003                |
| Bola del Mundo        | 2252          | 2                               | 2                             | 2010                      | 2012                |
| Calar Alto            | 2155          | 5                               | 2                             | 2004                      | 2009                |
| Rasos de Peguera      | 1850          | 3                               | 1                             | 1999                      | 1999                |
| San Isidro            | 1760          | 4                               | 1                             | 1990                      | 2008                |
| Aramón Cerler         | 1882          | 11                              | 10                            | 1987                      | 2007                |
| Alto del Cotobello    | 1198          | 1                               | 1                             | 2010                      | 2010                |
| Covatilla             | 1970          | 4                               | 4                             | 2002                      | 2011                |
| Cuitu Negru           | 1850          | 1                               | 1                             | 2012                      | 2012                |
| Port d'Envalira       | 2404          | 3                               | 2                             | 2003                      | 2013                |
| Grau Roig             | 2100          | 1                               | 1                             | 1987                      | 1987                |
| Alto de la Farrapona  | 1710          | 1                               | 1                             | 2011                      | 2011                |
| Lacs de Covadonga     | 1120          | 18                              | 15                            | 1986                      | 2018                |
| Laguna Negra de Niela | 1900          | 1                               | 1                             | 1998                      | 1998                |
| Luz-Ardiden           | 1715          | 2                               | 2                             | 1992                      | 1995                |
| Manzaneda             | 1760          | 7                               | 1                             | 2011                      | 2011                |
| Puerto de Navacerrada | 1860          | 31                              | 1                             | 1993                      | 2010                |
| Puerto de Pajares     | 1378          | 9                               | 3                             | 1988                      | 2005                |
| Pal Arinsal           | 1900          | 4                               | 3                             | 1998                      | 2010                |
| Puerto de Las Palomas | 1157          | 3                               | 1                             | 1986                      | 2002                |
| Peña Cabarga          | 565           | 4                               | 2                             | 2010                      | 2013                |
| Pla de Beret          | 1860          | 6                               | 2                             | 1999                      | 2008                |
| La Rabassa            | 2050          | 4                               | 1                             | 2008                      | 2008                |
| Puerto de San Lorenzo | 1350          | 4                               | 1                             | 2006                      | 2012                |
| Sierra de la Pandera  | 1840          | 4                               | 4                             | 2002                      | 2009                |
| Sierra Nevada         | 2520          | 12                              | 10                            | 1986                      | 2011                |
| Col du Tourmalet      | 2115          | 2                               | 2                             | 1992                      | 1995                |
| Valdezcaray           | 1550          | 5                               | 3                             | 1989                      | 2012                |
| Valgrande-Pajares     | 1850          | 1                               | 1                             | 1997                      | 1997                |

## Circuits continentaux
L'UCI a pris des mesures pour classer les courses en fonction de leur importance. Les courses par étapes ou les classiques reconnues par l'UCI, sont subdivisées en plusieurs catégories :
- les courses World Tour (comme le Tour de France) ;
- les courses hors-catégories (Paris-Tours par exemple) ;
- les courses de 1re catégorie (la Coppa Bernocchi) et de 2e catégorie (le Tour du Doubs) ;
- les championnats (mondiaux, continentaux, nationaux).